# Покришка покладу
Покришка покладу (рос. покрышка залежи, англ. rock cap, pool cap, pool rock, нім. Deckgebirge n der Lagerstätte, Permeabilitätsschranke f, impermeabler Schirm m) — для покладів нафти та газу — комплекс порід (або порода) з низькими значеннями проникності, які перекривають продуктивний колектор і перешкоджають руйнуванню покладу.

## Загальний опис
Наявність надійної для укладеного в колекторі флюїду П.п., що зберігає свої ізоляційні властивості при певних термобаричних умовах протягом довгого відрізка геологічного часу, — необхідна умова збереження покладу. 
За певного перепаду тиску екрануюча здатність покришки зменшується, і через неї може відбуватися фільтрація вуглеводнів. Це ж відбувається і при збільшенні температури. 
Оцінка екрануючої здатності покришки покладу здійснюється за перепадом тиску, при якому починається фільтрація нафти або газу через покришку покладу, і відповідно величиною тиску, коли фільтрація практично припиняється.
Товщина покришок коливається від кількох метрів до десятків і сотень метрів (в регіональних покришках). 
До порід, що утворюють покришки належать солі, глини, аргіліти, гіпси, крейда, щільні вапняки та ін. 
Найкращими покришками є соленосні товщі, найпоширенішими — глинисті.
У розрізах зон розвитку багаторічної мерзлоти зустрічаються непроникні піщано-алевритові породи з льодистим цементом.

## Зональні та регіональні і локальні покришки
Виходячи з розмірів, розрізняють покришки регіональні, зональні і локальні. 
Регіональні покришки – розвинені в межах нафтогазоносних областей та провінцій і характеризуються великою потужністю та літологічною однорідністю. 
Зональні покришки поширені в межах цілої зони нафтогазонакопичення або декількох родовищ, а локальні покришки в межах одного родовища.